# أجنحة (فلم)
جناحان (بالإنجليزية: Wings) هو فيلم حركة تم إنتاجه في الولايات المتحدة وصدر في سنة 1927. أول فيلم يحصل على جائزة الأوسكار لأفضل فيلم في أول حفل توزيع لجوائز الأوسكار عام 1929م.

## بطولة
- كلارا بوو
- غاري كوبر

### ترشيحات وجوائز
| السنة | الحدث  | الفئة           | النتيجة  |
| ----- | ------ | --------------- | -------- |
| 1929  | أوسكار | جائزة أفضل فيلم | فـــــوز |

## الميزانية والإيرادات
بلغت تكلفة إنتاج الفيلم حوالي مليوني دولار (est.).

## وصلات خارجية
- جناحين على موقع IMDb (الإنجليزية)
- جناحين على موقع ميتاكريتيك (الإنجليزية)
- جناحين على موقع الموسوعة البريطانية (الإنجليزية)
- جناحين على موقع روتن توميتوز (الإنجليزية)
- جناحين على موقع نتفليكس (الإنجليزية)
- جناحين على موقع قاعدة بيانات الأفلام العربية
- جناحين على موقع ألو سيني (الفرنسية)
- جناحين على موقع Turner Classic Movies (الإنجليزية)
- جناحين على موقع أول موفي (الإنجليزية)
- جناحين على موقع فيلمافينيتي (الإسبانية)

1. ↑  مذكور في: NZ Register of Classification Decisions. باسم: WINGS. لغة العمل أو لغة الاسم: انجليزية نيو زيلاندا.
2. ↑  مذكور في: أرشيف الإنترنت. مُعرِّف أرشيف الإنترنت (IAid): office-of-film-and-literature-classification_36673.
3. 1 2  وصلة مرجع: https://www.oscars.org/oscars/ceremonies/1929.
4. ↑  "Progressive Silent Film List: Wings."Silent Era, 2012. Retrieved: February 27, 2012. نسخة محفوظة 25 أكتوبر 2017 على موقع واي باك مشين.
5. ↑  The Code of Federal Regulations of the United States of America. U.S. Government Printing Office, 1999. ص. 93. مؤرشف من الأصل في 2019-12-08.
6. ↑  "WINGS (PG)". باراماونت بيكتشرز. المجلس البريطاني لتصنيف الأفلام, February 22, 2013. مؤرشف من الأصل في 2018-06-30. اطلع عليه بتاريخ 2014-05-07.